# Мідвей (Техас)
Мідвей (англ. Midway) — місто (англ. city) в США, в окрузі Медісон штату Техас. Населення — 173 особи (2020).

## Географія
Мідвей розташований за координатами 31°1′30″ пн. ш. 95°45′23″ зх. д. / 31.02500° пн. ш. 95.75639° зх. д. (31.025120, -95.756500).  За даними Бюро перепису населення США в 2010 році місто мало площу 3,95 км², з яких 3,90 км² — суходіл та 0,05 км² — водойми. В 2017 році площа становила 4,16 км², з яких 4,11 км² — суходіл та 0,05 км² — водойми.

## Демографія
Згідно з переписом 2010 року, у місті мешкало 228 осіб у 95 домогосподарствах у складі 63 родин. Густота населення становила 58 осіб/км².  Було 123 помешкання (31/км²).
Расовий склад населення:
| - 78,5 % — білих - 12,3 % — чорних або афроамериканців - 8,8 % — осіб інших рас |

До двох чи більше рас належало 0,4 %. Частка іспаномовних становила 11,4 % від усіх жителів.
За віковим діапазоном населення розподілялося таким чином: 22,8 % — особи молодші 18 років, 59,2 % — особи у віці 18—64 років, 18,0 % — особи у віці 65 років та старші. Медіана віку мешканця становила 40,2 року. На 100 осіб жіночої статі у місті припадало 115,1 чоловіків;  на 100 жінок у віці від 18 років та старших — 93,4 чоловіків також старших 18 років.
Середній дохід на одне домашнє господарство  становив 57 268 доларів США (медіана — 53 750), а середній дохід на одну сім'ю — 60 630 доларів (медіана — 57 500). За межею бідності перебувало 11,1 % осіб, у тому числі 16,2 % дітей у віці до 18 років та 2,4 % осіб у віці 65 років та старших.
Цивільне працевлаштоване населення становило 130 осіб. Основні галузі зайнятості: сільське господарство, лісництво, риболовля — 23,1 %, роздрібна торгівля — 16,2 %, освіта, охорона здоров'я та соціальна допомога — 13,1 %, мистецтво, розваги та відпочинок — 10,8 %.